# Hanns Langendorff
Hanns Langendorff (* 8. November 1901 in Dresden; † 10. Januar 1974) war ein deutscher Radiologe und Biologe, der durch seine Verdienste im Bereich der Strahlenbiologie und Strahlentherapie bekannt wurde. Er war verheiratet mit Margarethe Langendorff. Ihm zu Ehren verleiht die Deutsche Gesellschaft für Medizinische Physik zusammen mit der Hanns-Langendorff-Stiftung jährlich die Hanns-Langendorff-Medaille.

## Leben
Hanns Langendorff wuchs in Dresden auf. An der Oberrealschule in Chemnitz legte er 1922 die Reifeprüfung ab. Er studierte u. a. sieben Jahre in Jena das Fach Biologie, wo er eine Assistentenstelle bei dem Botaniker und Genetiker Otto Renner erhielt und promovierte. Er begann auch ein Studium der Ingenieurwissenschaften, brach dieses jedoch ab.
Im Jahr 1929 wurde Hanns Langendorff Mitarbeiter des Physikers Richard Glocker sowie des Chirurgen und Radiologen Otto Jüngling am Katharinenhospital Stuttgart. In dem dortigen Forschungslaboratorium wurden Fragen über die Wirkungen ionisierender Strahlen auf biologische Objekte bearbeitet. Nach seiner Habilitation 1936 für das Fach Radiobiologie an der Technischen Hochschule Stuttgart wurde Hanns Langendorff auf Empfehlung von Ludwig Aschoff die Leitung des Radiologischen Instituts an der Universität Freiburg übertragen. Im Jahre 1942 erhielt er ein Extraordinariat und im Jahre 1959 erfolgte die Ernennung zum Ordinarius für Radiologie. In Zusammenarbeit mit Wissenschaftlern anderer Fachgebiete gründete 1946 er das Heiligenberg-Institut für Experimentelle Biologie in Heiligenberg am Bodensee.
Langendorff verfasste mehr als 250 wissenschaftliche Arbeiten in seiner über vierzigjährigen Tätigkeit auf dem Gebiet der theoretischen Radiologie. Seine Untersuchungen wurden auf verschiedenen Stufen der biologischen Organisation vom Protein bis zum Säugetierorganismus und vom Primärereignis der Absorption im molekularen Bereich bis zum Spätschaden durchgeführt. Langendorff war in mehreren Kommissionen tätig, so in der deutschen Atomenergie-Kommission, im deutschen Normenausschuss, bei der Euratom und in der Schutzkommission beim Bundesministerium des Innern. Er war Mitherausgeber der Zeitschriften "Atomkernenergie", dem "International Journal of Radiation Biology", der "Röntgenblätter" und der Zeitschrift "Strahlentherapie". Neben seiner Forschungstätigkeit zur Strahlenbiologie führte er Strahlenschutzkurse für Ärzte in Deutschland ein und war Mitinitiator der Filmdosimetrie zur Überwachung beruflich Strahlenexponierter. Hanns Langendorff war bis zum letzten Tag seines Lebens wissenschaftlich aktiv tätig.

## Ehrungen
Hanns Langendorff  wurde im Jahre 1960 nach einer Privataudienz bei dem Kaiser von Japan Ehrenbürger von Tokio. Er erhielt das Wappen der Medizinischen Fakultät der Universität Tokio. Im Jahre 1963 erhielt er die Ehrendoktorwürde der Medizinischen Fakultät der Philipps-Universität in Marburg. Er war Ehrenmitglied der Deutschen Röntgengesellschaft, der Deutschen Gesellschaft für Biophysik, seit 1965 der Schweizerischen Gesellschaft für Strahlenbiologie, aus der später die Schweizerische Gesellschaft für Strahlenbiologie und Medizinische Physik hervorging und der Japanischen Radiologischen Gesellschaft. 1966 wurde ihm die Röntgen-Plakette der Stadt Remscheid verliehen. Im Jahre 1971 wurde ihm das Große Verdienstkreuz des Verdienstordens der Bundesrepublik Deutschland überreicht.